# Gemeinsame Geschäftsordnung des Bundestages und des Bundesrates für den Ausschuss nach Artikel 77 GG
| Basisdaten                                               | Basisdaten                                                                                           |
| -------------------------------------------------------- | --- |
| Titel:                                                   | Gemeinsame Geschäftsordnung des Bundestages und des Bundesrates für den Ausschuss nach Artikel 77 GG |
| Abkürzung:                                               | GO-VermA                                                                                             |
| Rechtsmaterie:                                           | Staats- und Verfassungsrecht                                                                         |
| FNA:                                                     | 1101-2                                                                                               |
| Verkündungstag:                                          | 5. Mai 1951 (BGBl. II S. 103)                                                                        |
| Inkrafttreten:                                           | |
| Letzte Änderung durch:1)                                 | Bekanntmachung vom 30. April 2003 (BGBl. I S. 677)                                                   |
| 1) Bitte beachten Sie den Hinweis zur geltenden Fassung! | |

Die Gemeinsame Geschäftsordnung des Bundestages und des Bundesrates für den Ausschuss nach Artikel 77 GG (GO-VermA) ist eine gemeinsame Geschäftsordnung von Bundestag und Bundesrat. Sie wird aufgrund von Art. 77 Abs. 2 GG erlassen, ist vom Bundestag zu beschließen und bedarf der Zustimmung des Bundesrates. Veröffentlicht wird sie im Bundesgesetzblatt. Die Geschäftsordnung regelt Organisation und Verfahren des Vermittlungsausschusses.